# Commissioner
Commissioner — це американський сайд-проект колишнього вокаліста гурту Suicide Silence, Мітча Лакера та Cameron «Big Chocolate» Argon.

## Історія

### Зформування та перший міні-альбом What Is? (2010—2011)
Після міксування пісні Disengage Suicide Silence Камерон Аргон потоваришував з Мітчем Лакером, вони створили екстрім індастріал метал дует Commissioner.
Незабаром дует випустив два перші треки до того як випустити свій перший міні-альбом. Один з них «Click Click Flash» був записаний з вокалістом гурту Whitechapel Філом Боземаном, другий трек «Consume» який ознаменував випуск дебюту в групі.
Їхній перший ЕР підназвою What Is? вийшов 21 березня 2012 року.
Гурт зупинив своє існування після трагічної загибелі Мітча 1 листопада 2012 року.

## Учасники
- Мітч Лакер — Вокал
- Cameron «Big Chocolate» Argon.

## Дискографія
- What Is? (EP) (2011)